# Daf Jomi
Daf Jomi (hebräisch דף היומי‎, tägliche Seite, Blatt des Tages) ist ein tägliches Studienprogramm des Talmuds, bei dem die 2 711 Seiten des babylonischen Talmuds fortlaufend gelernt werden.

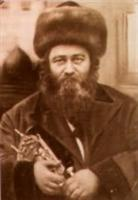
Rabbi Meir Shapiro, Urheber des Daf Yomi.

Das Studienprogramm wurde von Jehuda Mair Schapira eingeführt.
Shapira führte dieses Studienprogramm im Jahre 1923 ein und brachte die Idee des Daf haJomi auf dem ersten Weltkongress des World Agudath Israel in Wien am 16. August 1923 vor. Der erste Zyklus des Daf Yomi begann am ersten Tag von Rosch ha-Schana 5684 (11. September 1923).